# Liste der Bodendenkmale in Ilsede
In der Liste der Bodendenkmale in Ilsede sind die Bodendenkmale der niedersächsischen Gemeinde Ilsede aufgeführt. Die Quelle ist der Denkmalatlas Niedersachsen.
- Bitte beachten Sie, dass diese Liste keinen Anspruch auf Vollständigkeit erhebt.
- Die Angaben ersetzen nicht die rechtsverbindliche Auskunft der zuständigen Denkmalschutzbehörde.
- Es sind nur Daten aus dem Denkmalatlas verarbeitet.
- Der Stand der Liste ist der 11. April 2025.

Ilsede im Landkreis Peine

## Allgemein
In den Spalten finden sich folgende Informationen des Bodendenkmales:
| Lage         | geographische Koordinaten                                                           |
| Bezeichnung  | Bezeichnung lt. Denkmalatlas                                                        |
| Beschreibung | Beschreibung lt. Denkmalatlas                                                       |
| ID           | Objekt-ID                                                                           |
| Bild         | Bild, ggf. zusätzlich mit Link zu weiteren Fotos im Medienarchiv Wikimedia Commons. |

## Adenstedt
| Lage                         | Bezeichnung            | Beschreibung | ID       | Bild |
| ---------------------------- | ---------------------- | ------------ | -------- | ---- |
| 52° 13′ 55″ N, 10° 10′ 10″ O | Adenstedt 33, Siedlung |              | 28976312 | BW   |

### Adenstedt 1
- ID:28903286
- Gruppe von 32 Grabhügeln, deren größte Anzahl deutlich von der Umgebung abgesetzt und mehr oder minder hoch gewölbt ist.

| Lage                        | Bezeichnung   | Beschreibung | ID       | Bild |
| --------------------------- | ------------- | --- | -------- | ---- |
| 52° 15′ 5″ N, 10° 10′ 28″ O | Adenstedt 1   | Durchmesser ca. 15 m und Höhe ca. 0,7 m. Rund und gleichmäßige Wölbung. Leicht unregelmäßige Oberfläche durch Holzeinschlag. Augenscheinlich ungestört.                                      | 28902046 | BW   |
| 52° 15′ 4″ N, 10° 10′ 26″ O | Adenstedt 2   | Durchmesser ca. 12 m und Höhe ca. 0,5 m. Rund mit flacher Gipfelmulde. Im nördl. Bereich durch Bodenverschiebung flacher auslaufend.                                                         | 28902048 | BW   |
| 52° 15′ 5″ N, 10° 10′ 26″ O | Adenstedt 3   | Durchmesser ca. 9 m und Höhe ca. 0,5 m. Ursprünglich rund. Gestörte Oberfläche durch Holzeinschlag. Am nördl. Fußende flach auslaufende Einbuchtung.                                         | 28902047 | BW   |
| 52° 15′ 5″ N, 10° 10′ 26″ O | Adenstedt 4   | Durchmesser ca. 14 m und Höhe ca. 0,7 m. Ursprünglich rund mit abgeflachtem Gipfel und flacher Gipfelmulde.                                                                                  | 28902045 | BW   |
| 52° 15′ 5″ N, 10° 10′ 25″ O | Adenstedt 5   | Durchmesser ca. 6,5 m und Höhe ca. 0,25 m. Rund, flache, gleichmäßige Wölbung. Augenscheinlich gut erhalten und ungestört.                                                                   | 28902050 | BW   |
| 52° 15′ 5″ N, 10° 10′ 25″ O | Adenstedt 6   | Durchmesser ca. 7 m und Höhe ca. 0,4 m. Rund mit schwacher Wölbung. Augenscheinlich ungestört.                                                                                               | 28902051 | BW   |
| 52° 15′ 6″ N, 10° 10′ 25″ O | Adenstedt 7   | Durchmesser ca. 8 m und Höhe ca. 0,3 m. Rund mit flacher, gleichmäßiger Wölbung. Augenscheinlich ungestört.                                                                                  | 28902049 | BW   |
| 52° 15′ 6″ N, 10° 10′ 25″ O | Adenstedt 8   | Durchmesser ca. 6,5 m und Höhe ca. 0,4 m. Fast rund mit leicht unregelmäßiger Oberfläche. Im nördl. Bereich durch Bodenverschiebung flacher auslaufend.                                      | 28902054 | BW   |
| 52° 15′ 7″ N, 10° 10′ 25″ O | Adenstedt 9   | Durchmesser ca. 20 m und Höhe ca. 1,1 m. Rund, hoch gewölbt mit abgeflachtem Gipfel und flacher Gipfelmulde. In N-S Richtung ein Fußweg. Leichte Pflanzungsfurchen, sonst nicht gestört.     | 28902055 | BW   |
| 52° 15′ 6″ N, 10° 10′ 27″ O | Adenstedt 10  | Durchmesser ca. 15 m und Höhe ca. 0,7 m. Rund mit gleichmäßiger hoher Wölbung. Augenscheinlich ungestört.                                                                                    | 28902056 | BW   |
| 52° 15′ 5″ N, 10° 10′ 27″ O | Adenstedt 11  | Durchmesser ca. 10 m und Höhe ca. 0,3 m. Unregelmäßig. Neuere Störungen durch ehemaligen Waldweg mit ca. 1,5 m breiten, flachen Wagenspuren in N-S Richtung. Gestörter Gesamteindruck.       | 28902053 | BW   |
| 52° 15′ 6″ N, 10° 10′ 28″ O | Adenstedt 12  | Durchmesser ca. 13 m und Höhe ca. 0,7 m. Rund, gleichmäßige Wölbung. Flache Gipfelmulde. Augenscheinlich gut erhalten.                                                                       | 28902057 | BW   |
| 52° 15′ 7″ N, 10° 10′ 28″ O | Adenstedt 13  | Durchmesser ca. 22 m und Höhe ca. 1,2 m. Rund, gleichmäßige Wölbung. Im nördl. Bereich, dem Gelände entsprechend, flacher auslaufend. Leicht abgeflachter Gipfel, sonst gut erhalten.        | 28902052 | BW   |
| 52° 15′ 7″ N, 10° 10′ 26″ O | Adenstedt 14  | Durchmesser ca. 14 m und Höhe ca. 0,3 m. Rund mit schwacher Wölbung. Im westl. Bereich flacher auslaufend. Augenscheinlich gut erhalten.                                                     | 28902058 | BW   |
| 52° 15′ 8″ N, 10° 10′ 25″ O | Adenstedt 15  | Durchmesser ca. 18 m und Höhe ca. 1,1 m. Rund mit gleichmäßiger starker Wölbung. Leicht abgeflachter Gipfel.                                                                                 | 28902059 | BW   |
| 52° 15′ 8″ N, 10° 10′ 26″ O | Adenstedt 16  | Durchmesser ca. 13 m und Höhe ca. 0,6 m. Rund mit flacher Wölbung. Augenscheinlich gut erhalten.                                                                                             | 28902060 | BW   |
| 52° 15′ 8″ N, 10° 10′ 26″ O | Adenstedt 17  | Durchmesser ca. 14 m und Höhe ca. 0,7 m. Rund mit gleichmäßiger Wölbung. Augenscheinlich gut erhalten.                                                                                       | 28902061 | BW   |
| 52° 15′ 8″ N, 10° 10′ 25″ O | Adenstedt 18  | Durchmesser ca. 11 m und Höhe ca. 0,2 m. Rund mit flacher Wölbung. Dm. Augenscheinlich gut erhalten.                                                                                         | 28902062 | BW   |
| 52° 15′ 9″ N, 10° 10′ 25″ O | Adenstedt 19  | Durchmesser ca. 10 m und Höhe ca. 0,3 m. Fast rund mit schwacher Wölbung. Im südl. und westl. Bereich, dem Gelände entsprechend, flacher auslaufend. Augenscheinlich ungestört.              | 28902063 | BW   |
| 52° 15′ 9″ N, 10° 10′ 27″ O | Adenstedt 20  | Durchmesser ca. 13 m und Höhe ca. 0,2 m. Fast rund mit schwacher Wölbung. Im westl. Bereich flacher auslaufend. Stark abgeflachter Gipfel. Augenscheinlich gestörter Gesamteindruck.         | 28902064 | BW   |
| 52° 15′ 7″ N, 10° 10′ 24″ O | Adenstedt 21  | Durchmesser ca. 10 m und Höhe ca. 0,3 m. Fast rund mit schwacher Wölbung. Im westl. Bereich stark auslaufend. Gestörte Form. Im östl. Bereich durch Holzschleppfahrzeuge eingedrückt.        | 28902065 | BW   |
| 52° 15′ 8″ N, 10° 10′ 24″ O | Adenstedt 22  | Durchmesser ca. 10 m und Höhe ca. 0,4 m. Unförmig, durch Holzschleppen insgesamt gestört. | 28902066 | BW   |
| 52° 15′ 8″ N, 10° 10′ 23″ O | Adenstedt 23  | Durchmesser ca. 15 m und Höhe ca. 1,2 m. Fast rund mit flacher Wölbung. Im S-W Bereich leichte Störung durch neuere Bodenverschiebung und Fahrspureindrücken.                                | 28902067 | BW   |
| 52° 15′ 7″ N, 10° 10′ 23″ O | Adenstedt 24  | Durchmesser ca. 11 m und Höhe ca. 0,3 m. Rund mit flacher, gleichmäßiger Wölbung. In O-W Richtung ein Fußweg. Augenscheinlich ungestört.                                                     | 28902068 | BW   |
| 52° 15′ 7″ N, 10° 10′ 24″ O | Adenstedt 25  | Durchmesser ca. 12 m und Höhe ca. 0,4 m. Rund mit flacher, gleichmäßiger Wölbung. Augenscheinlich gut erhalten.                                                                              | 28902070 | BW   |
| 52° 15′ 4″ N, 10° 10′ 30″ O | Adenstedt 26  | Durchmesser ca. 12 m und Höhe ca. 0,3 m. Unförmig. Nur unter Vorbehalt als Hügel zu bezeichnen. Im östl. Fußbereich erhebliche Eingrabungen (Kinderbauten).                                  | 28952152 | BW   |
| 52° 15′ 8″ N, 10° 10′ 28″ O | Adenstedt 27  | Durchmesser ca. 8 m und Höhe ca. 0,3 m. Rund mit flacher Wölbung. Augenscheinlich ungestört.                                                                                                 | 28902165 | BW   |
| 52° 15′ 8″ N, 10° 10′ 28″ O | Adenstedt 28  | Durchmesser ca. 16 m und Höhe ca. 0,5 m. Groß, unbestimmte Form. Stark abgeflacht, am Fußende aber wellig.                                                                                   | 28902166 | BW   |
| 52° 15′ 8″ N, 10° 10′ 29″ O | Adenstedt 29  | Durchmesser ca. 11 m und Höhe ca. 0,6 m. Fast rund. Leicht abgeflachter Gipfel. Im N-O Bereich neuere Anschüttung aus dem Bodenaushub eines angrenzenden Grabens. Augenscheinlich ungestört. | 28902167 | BW   |
| 52° 15′ 7″ N, 10° 10′ 26″ O | Adenstedt 30  | Durchmesser ca. 13 m und Höhe ca. 0,3 m. Rund mit flacher, gleichmäßiger Wölbung. Augenscheinlich gut erhalten.                                                                              | 28902168 | BW   |
| 52° 15′ 7″ N, 10° 10′ 26″ O | Adenstedt 31  | Durchmesser ca. 6 m und Höhe ca. 0,2 m. Rund mit flacher Wölbung. Augenscheinlich ungestört.                                                                                                 | 28902169 | BW   |
| 52° 15′ 7″ N, 10° 10′ 28″ O | Adenstedt 32  | Durchmesser ca. 6 m und Höhe ca. 0,2 m. Fast rund, flach gewölbt. Leicht gestörte Form durch neuere Anschüttung im westl. Bereich.                                                           | 28902170 | BW   |
| 52° 15′ 8″ N, 10° 10′ 23″ O | Adenstedt 105 | Durchmesser ca. 12 m. Noch schwach zu erkennen. | 28903172 | BW   |
| 52° 15′ 7″ N, 10° 10′ 24″ O | Adenstedt 106 | Durchmesser ca. 8 m. Kaum noch zu erkennen. | 28903173 | BW   |
| 52° 15′ 7″ N, 10° 10′ 25″ O | Adenstedt 107 | Durchmesser ca. 8 m. Durch Waldweg etwas eingeebnet. | 28903175 | BW   |
| 52° 15′ 8″ N, 10° 10′ 26″ O | Adenstedt 108 | Durchmesser ca. 9 m. Nur noch schwach zu erkennen. | 28903174 | BW   |
| 52° 15′ 8″ N, 10° 10′ 27″ O | Adenstedt 109 | Durchmesser ca. 8 m. Nur noch schwach zu erkennen. | 28903183 | BW   |
| 52° 15′ 8″ N, 10° 10′ 27″ O | Adenstedt 110 | Durchmesser ca. 9 m. Nur noch schwach zu erkennen. | 28903184 | BW   |
| 52° 15′ 6″ N, 10° 10′ 26″ O | Adenstedt 111 | Durchmesser ca. 8,5 m. Nur noch schwach zu erkennen. Tw. durch Waldwegbau zerstört. | 28903182 | BW   |
| 52° 15′ 5″ N, 10° 10′ 27″ O | Adenstedt 113 | Durchmesser ca. 10 m. Wohl durch Waldwegbau zumindest in der O-Hälfte tw. gestört, aber noch gut zu erkennen.                                                                                | 28903283 | BW   |
| 52° 15′ 7″ N, 10° 10′ 28″ O | Adenstedt 114 | Durchmesser ca. 5 m. Kaum noch zu erkennen. | 28903284 | BW   |
| 52° 15′ 7″ N, 10° 10′ 29″ O | Adenstedt 115 | Durchmesser ca. 9 m. Nur noch schwach zu erkennen. | 28903285 | BW   |

## Bülten

### Bülten 56
- ID:28923060
- Buckelgräberfeld

| Lage                         | Bezeichnung | Beschreibung | ID       | Bild |
| ---------------------------- | ----------- | --- | -------- | ---- |
| 52° 17′ 29″ N, 10° 10′ 57″ O | Bülten 56   | Durchmesser ca. 7 – 8 m und Höhe ca. 0,28 m. Rund, nach O flach auslaufend. Nördl. Hälfte nach teilweiser Zerstörung durch Forstfahrzeuge ausgegraben und wieder angefüllt. Die Schüttung besteht aus dem örtlich vorkommenden Sandlöss, ohne Einbauten und Gräber, ohne klare Abgrenzung direkt in den anstehenden Boden übergehend. In der Schüttung und tw. im darunterliegenden, noch leicht humosen Löss wurden verstreut 60 Keramikscherben geborgen. Am nördl. Hügelfuß in 0,20 m T. fand sich das Fragment einer Steinaxt, vielleicht von einer Hammeraxt. Die Keramikscherben weisen in die Spätbronzezeit/frühe Eisenzeit bis in die Frühphase der Nienburger Gruppe (Stufe I nach Tuitjer). Falls es sich bei dem Steinaxtfragment um eine Hammeraxt handelt, weist diese in das Mittel- bis Spätneolithikum. Vielleicht stammt das Fragment auch von einer bronzezeitlichen Axt. Die Keramikfunde liefern einen „terminus post quem“ für den Grabhügel. Sie könnten auf eine vorher bestehende oder in der Nähe befindliche Siedlung hindeuten. | 28923062 | BW   |
| 52° 17′ 29″ N, 10° 10′ 57″ O | Bülten 57   | Durchmesser ca. 7 m und Höhe ca. 0,2 m. Rund, flach auslaufend. Mit flachen Einbuchtungen auf dem Gipfel und im nördl. Bereich, leichte Tiergänge. Gestörter Gesamteindruck. | 28923178 | BW   |
| 52° 17′ 29″ N, 10° 10′ 56″ O | Bülten 58   | Durchmesser ca. 8,5 m und Höhe ca. 0,2 m. Unförmig, flach. Unregelmäßige Oberfläche. Im südl. Bereich flache, am Fußende auslaufende, Mulde, starke Tiergänge. Gestörter Gesamteindruck. | 28923183 | BW   |

### Bülten 83
- ID:28960997
- Grabhügelfeld. Nach Form und Größe wahrscheinlich mittel- bis spätbronzezeitlich.

| Lage                         | Bezeichnung | Beschreibung | ID       | Bild |
| ---------------------------- | ----------- | --- | -------- | ---- |
| 52° 16′ 54″ N, 10° 10′ 59″ O | Bülten 83   | Durchmesser ca. 14 m und Höhe ca. 0,55 m. Rund, hoch gewölbt. Abgeflachter Gipfel, durch leichte Tiergänge gestörte Oberfläche. Im südl. Bereich leichte Mulden.                                                                                                | 28923197 | BW   |
| 52° 16′ 55″ N, 10° 11′ 0″ O  | Bülten 84   | Durchmesser ca. 23 m und Höhe ca. 1,1 m. Fast rund, hoch gewölbt. Stark gestört durch Waldweg. Leichte Mulden im nördl. Bereich. | 28923307 | BW   |
| 52° 16′ 53″ N, 10° 11′ 0″ O  | Bülten 85   | Durchmesser ca. 14 m und Höhe ca. 1,3 m. Rund. Kleine Mulden im südl. und östl. Bereich, Hügelfuß erhalten. Große Gipfelmulde einer Raubgrabung in den 1970er Jahren (2 × 2 × 0,8 m) wurde 1996 verfüllt. Zwei tiefe Baumwurfgruben (Orkan 1997) 1998 verfüllt. | 28923308 | BW   |
| 52° 16′ 54″ N, 10° 11′ 1″ O  | Bülten 86   | Durchmesser ca. 13 m und Höhe ca. 0,7 m. Rund, hoch gewölbt. Abgeflachte Kuppe, sonst gut erhalten. Nach Orkan 1997 tiefe Baumwurfgrube am südwestl. Rand. | 28923309 | BW   |

## Gadenstedt
| Lage                         | Bezeichnung             | Beschreibung | ID       | Bild |
| ---------------------------- | ----------------------- | --- | -------- | ---- |
| 52° 15′ 17″ N, 10° 12′ 53″ O | Gadenstedt 34, Landwehr | | 28949804 | BW   |
| 52° 15′ 20″ N, 10° 13′ 11″ O | Gadenstedt 35, Hohlweg  | Muldenhohlweg. Verläuft auf der südl. Hangschulter eng am Bolzberg-Steinbruch entlang, insgesamt leicht bogenförmig verlaufend, nach SW und NO noch im Hangbereich auslaufend. L. 518 m, Br. 8 – 12 m, T. 1 – 2 m, auf der Bergkuppe flacher als am Hang. Im westl. Bereich tw. zweispurig, tw. durch Erdbrücken mit flankierenden Entnahmegruben gestört. Alter Abfuhrweg des Steinbruchs in Richtung Ölsburg-Gadenstedt und Ilsede-Oberg. Vermutlich mit der Anlegung des heutigen Durchbruchs zum Steinbruch im 19. Jh. aufgegeben. Im Ursprung wohl auf das Mittelalter zurückgehend. Die Verwendung von Bolzberger Muschelkalk-Bruchsteinen für den Turm der Gadenstedter Kirche zeigt, dass der Steinbruch schon um 1200 in Nutzung gewesen ist. Im November 1999 erfolgte die Aufstellung einer Schautafel im Rahmen der Gestaltung eines naturkundlich-historischen Wanderpfades durch die Kreisarchäologie Peine. | 28902081 | BW   |

## Klein Ilsede
| Lage                        | Bezeichnung                 | Beschreibung | ID       | Bild |
| --------------------------- | --------------------------- | --- | -------- | ---- |
| 52° 17′ 44″ N, 10° 15′ 1″ O | Klein Ilsede 55, Steinkiste | Grabstruktur in der Originalform wegen Zerstörung nicht mehr erkennbar. Eine Deckplatte (Dm. ca. 90 cm, D. bis 20 cm) sowie drei Findlinge (1967/1973). 1975 wurde eine bereits zurückliegende Raubgrabung gemeldet. Dehnke vermutet eine Steinkiste, jungsteinzeitlich oder älterbronzezeitlich zu datieren. | 28952400 | BW   |

### Klein Ilsede 1
- ID:28922107
- 54 Grabhügel stark unterschiedlicher Größe, im westl. Teil des Waldes in lockerer Gruppierung verteilt. Vermutlich weitere, sehr niedrige Hügel. Überwiegend sehr guter Erhaltungszustand, einigen Störungen durch Trichtergruben, Tierbauten und Überschneidungen mit Waldwegen.

| Lage                         | Bezeichnung     | Beschreibung | ID       | Bild |
| ---------------------------- | --------------- | --- | -------- | ---- |
| 52° 17′ 47″ N, 10° 14′ 36″ O | Klein Ilsede 1  | Durchmesser ca. 9 m und Höhe ca. 0,3 m. Rund, flach auslaufend. Gut erhalten. | 28922111 | BW   |
| 52° 17′ 46″ N, 10° 14′ 37″ O | Klein Ilsede 2  | Durchmesser ca. 10 m und Höhe ca. 0,45 m. Rund. Augenscheinlich gut erhalten, kleine Einbuchtung im südöstl. Bereich.                                                                 | 28922117 | BW   |
| 52° 17′ 46″ N, 10° 14′ 36″ O | Klein Ilsede 3  | Durchmesser ca. 8 m und Höhe ca. 0,3 m. Rund, flach auslaufend. Gut erhalten. | 28922212 | BW   |
| 52° 17′ 46″ N, 10° 14′ 36″ O | Klein Ilsede 4  | Durchmesser ca. 11 m und Höhe ca. 0,4 m. Rund. Gut erhalten. | 28922220 | BW   |
| 52° 17′ 46″ N, 10° 14′ 37″ O | Klein Ilsede 5  | Durchmesser ca. 12 m und Höhe ca. 0,45 m. Fast rund. Flache Einbuchtung im südl. Bereich.                                                                                             | 28922223 | BW   |
| 52° 17′ 45″ N, 10° 14′ 38″ O | Klein Ilsede 6  | Durchmesser ca. 9 m und Höhe ca. 0,4 m. Fast rund. Im südl. Bereich flache Einbuchtung.                                                                                               | 28922219 | BW   |
| 52° 17′ 45″ N, 10° 14′ 38″ O | Klein Ilsede 7  | Durchmesser ca. 10 m und Höhe ca. 0,4 m. Rund. Gut erhalten. | 28922232 | BW   |
| 52° 17′ 44″ N, 10° 14′ 36″ O | Klein Ilsede 8  | Durchmesser ca. 9,5 m und Höhe ca. 0,5 m. Fast rund. Gut erhalten. | 28922233 | BW   |
| 52° 17′ 43″ N, 10° 14′ 37″ O | Klein Ilsede 9  | Durchmesser ca. 10,5 m und Höhe ca. 0,4 m. Rund, flach auslaufend. Leicht unförmige Oberfläche durch flache Gipfelmulde und leichte Tiergänge, sonst guter Erhaltungszustand.         | 28922236 | BW   |
| 52° 17′ 43″ N, 10° 14′ 38″ O | Klein Ilsede 10 | Durchmesser ca. 9,5 m und Höhe ca. 0,5 m. Fast rund mit unregelmäßiger Oberfläche, flache Grabungsmulde auf dem Gipfel.                                                               | 28922235 | BW   |
| 52° 17′ 44″ N, 10° 14′ 39″ O | Klein Ilsede 11 | Durchmesser ca. 9 m und Höhe ca. 0,6 m. Rund, wird im NO-Bereich durch alten Waldweg leicht angeschnitten und besitzt eine flache Gipfelmulde.                                        | 28922237 | BW   |
| 52° 17′ 46″ N, 10° 14′ 39″ O | Klein Ilsede 12 | Durchmesser ca. 8 m und Höhe ca. 0,55 m. Rund, flach mit unregelmäßiger Oberfläche durch flache Mulden im nördl. und südl. Bereich.                                                   | 28902259 | BW   |
| 52° 17′ 46″ N, 10° 14′ 40″ O | Klein Ilsede 13 | Durchmesser ca. 11 m und Höhe ca. 0,6 m. Rund. Gut erhalten mit abgeflachtem Gipfel.                                                                                                  | 28902260 | BW   |
| 52° 17′ 43″ N, 10° 14′ 43″ O | Klein Ilsede 14 | Durchmesser ca. 12 m und Höhe ca. 0,45 m. Rund mit unregelmäßiger Oberfläche, starke Tiergänge, gestörter Gesamteindruck.                                                             | 28902262 | BW   |
| 52° 17′ 45″ N, 10° 14′ 42″ O | Klein Ilsede 15 | Durchmesser ca. 20,5 m und Höhe ca. 1 m. Rund mit unregelmäßiger Oberfläche, starke Tiergänge im westl. Bereich. Im östl. Bereich flache, auslaufende Grabungsmulde.                  | 28902263 | BW   |
| 52° 17′ 46″ N, 10° 14′ 44″ O | Klein Ilsede 16 | Durchmesser ca. 14 m und Höhe ca. 0,7 m. Rund mit leichten Unregelmäßigkeiten an der Oberfläche, flache Gipfelmulde.                                                                  | 28902265 | BW   |
| 52° 17′ 44″ N, 10° 14′ 43″ O | Klein Ilsede 17 | Durchmesser ca. 12 m und Höhe ca. 0,85 m. Rund mit abgeflachtem Gipfel, leichte Unregelmäßigkeiten an der Oberfläche.                                                                 | 28902267 | BW   |
| 52° 17′ 44″ N, 10° 14′ 42″ O | Klein Ilsede 18 | Durchmesser ca. 10,5 m und Höhe ca. 0,6 m. Rund mit unregelmäßiger Oberfläche durch Grabungsmulde im westl. Bereich und eine ca. 20 cm tiefe Furche in O-W-Richtung.                  | 28902268 | BW   |
| 52° 17′ 42″ N, 10° 14′ 41″ O | Klein Ilsede 19 | Durchmesser ca. 11 m und Höhe ca. 0,45 m. Fast rund mit leichter Unregelmäßigkeit durch flache Mulde im S-W-Bereich.                                                                  | 28902163 | BW   |
| 52° 17′ 41″ N, 10° 14′ 41″ O | Klein Ilsede 20 | Durchmesser ca. 10,5 m und Höhe ca. 0,4 m. Rund. Gut erhalten. | 28902270 | BW   |
| 52° 17′ 40″ N, 10° 14′ 40″ O | Klein Ilsede 21 | Durchmesser ca. 10,5 m und Höhe ca. 0,4 m. Rund mit leicht abgeflachtem Gipfel. Im nördl. Bereich durch Waldweg gekreuzt, aber nicht beschädigt. Augenscheinlich gut erhalten.        | 28902271 | BW   |
| 52° 17′ 43″ N, 10° 14′ 44″ O | Klein Ilsede 22 | Durchmesser ca. 9 m und Höhe ca. 0,6 m. Rund, flach auslaufend mit leichter Gipfelmulde, sonst gut erhalten.                                                                          | 28902269 | BW   |
| 52° 17′ 42″ N, 10° 14′ 43″ O | Klein Ilsede 23 | Durchmesser ca. 10 m und Höhe ca. 0,9 m. Rund, flach auslaufend, mit leichten Unregelmäßigkeiten durch Baumschlag.                                                                    | 28902272 | BW   |
| 52° 17′ 41″ N, 10° 14′ 43″ O | Klein Ilsede 24 | Durchmesser ca. 12 m und Höhe ca. 0,7 m. Fast rund mit unregelmäßiger Oberfläche, starke Tiergänge. Zwei leichte Grabungsmulden im N- und S-Bereich.                                  | 28902274 | BW   |
| 52° 17′ 41″ N, 10° 14′ 43″ O | Klein Ilsede 25 | Durchmesser ca. 10,5 m und Höhe ca. 0,55 m. Rund mit flacher Gipfelmulde. | 28902273 | BW   |
| 52° 17′ 40″ N, 10° 14′ 44″ O | Klein Ilsede 26 | Durchmesser ca. 13,5 m und Höhe ca. 0,55 m. Fast rund mit leichten Störungen an der Oberfläche.                                                                                       | 28902275 | BW   |
| 52° 17′ 41″ N, 10° 14′ 45″ O | Klein Ilsede 27 | Durchmesser ca. 9 m und Höhe ca. 0,8 m. Fast rund. Augenscheinlich unbeschädigt. | 28902276 | BW   |
| 52° 17′ 39″ N, 10° 14′ 44″ O | Klein Ilsede 28 | Durchmesser ca. 13,5 m und Höhe ca. 0,8 m. Rund. Augenscheinlich gut erhalten, am Fuß von Waldweg gekreuzt.                                                                           | 28902277 | BW   |
| 52° 17′ 39″ N, 10° 14′ 45″ O | Klein Ilsede 29 | Durchmesser ca. 12,5 m und Höhe ca. 0,8 m. Rund mit leicht unregelmäßiger Oberfläche. Im südl. Bereich flache Grabungsmulde. Im SW von Waldweg angeschnitten.                         | 28902279 | BW   |
| 52° 17′ 40″ N, 10° 14′ 46″ O | Klein Ilsede 30 | Durchmesser ca. 12,5 m und Höhe ca. 0,5 m. Fast rund, flach auslaufend. Gut erhalten.                                                                                                 | 28902280 | BW   |
| 52° 17′ 42″ N, 10° 14′ 47″ O | Klein Ilsede 31 | Durchmesser ca. 12,5 m und Höhe ca. 0,8 m. Rund. Gestörte Oberfläche durch zwei flache Grabungsmulden im nördl. und südl. Bereich.                                                    | 28902386 | BW   |
| 52° 17′ 42″ N, 10° 14′ 47″ O | Klein Ilsede 32 | Durchmesser ca. 13 m und Höhe ca. 0,95 m. Rund. Unförmige Oberfläche durch flache Mulden im östl. Bereich. Im W-Bereich durch Waldweg leicht angeschnitten. Gestörter Gesamteindruck. | 28902387 | BW   |
| 52° 17′ 43″ N, 10° 14′ 49″ O | Klein Ilsede 33 | Durchmesser ca. 13 m und Höhe ca. 0,75 m. Ehemals rund. Nur noch westl. Hälfte erkenntlich. Diese Seite ist ca. zu 1/3 abgetragen und auf den östl. Teil aufgeschüttet.               | 28902388 | BW   |
| 52° 17′ 40″ N, 10° 14′ 47″ O | Klein Ilsede 34 | Größe ca. 14 × 12 m und Höhe ca. 0,9 m. Länglich. Unregelmäßige Oberfläche durch flache Mulden in allen Bereichen. Stark gestörter Gesamteindruck.                                    | 28902389 | BW   |
| 52° 17′ 41″ N, 10° 14′ 48″ O | Klein Ilsede 35 | Durchmesser ca. 14 m und Höhe ca. 0,6 m. Rund. Oberfläche durch zwei flache Mulden im nördl. Bereich und auf dem Gipfel gestört, leichte Tiergänge. Gestörter Gesamteindruck.         | 28902390 | BW   |
| 52° 17′ 40″ N, 10° 14′ 49″ O | Klein Ilsede 36 | Durchmesser ca. 13 m und Höhe ca. 0,75 m. Fast rund. Stark abgeflachter Gipfel. Im östl. Bereich unnatürlich flach auslaufend, gestörter Gesamteindruck.                              | 28902391 | BW   |
| 52° 17′ 41″ N, 10° 14′ 49″ O | Klein Ilsede 37 | Größe ca. 11 × 13 m und Höhe ca. 0,5 m. Länglich. Leichte Unregelmäßigkeiten an der Oberfläche. Im östl. Bereich unnatürlich flach auslaufend. Gestörter Gesamteindruck.              | 28902392 | BW   |
| 52° 17′ 41″ N, 10° 14′ 50″ O | Klein Ilsede 38 | Durchmesser ca. 15 m und Höhe ca. 0,85 m. Rund. Unregelmäßige Oberfläche durch flache Gipfelmulden, mit seitlicher neuerer Aufschüttung, gestörter Gesamteindruck.                    | 28902393 | BW   |
| 52° 17′ 42″ N, 10° 14′ 51″ O | Klein Ilsede 39 | Durchmesser ca. 15 m und Höhe ca. 0,8 m. Rund. Unregelmäßige Oberfläche. Im östl. Bereich ein jüngeres Grabungsloch von ca. 2 × 1 m und 0,7 m T. Gestörter Gesamteindruck.            | 28902395 | BW   |
| 52° 17′ 43″ N, 10° 14′ 51″ O | Klein Ilsede 40 | Durchmesser ca. 14 m und Höhe ca. 1 m. Rund, regelmäßig gewölbt. Gut erhalten. | 28902397 | BW   |
| 52° 17′ 47″ N, 10° 14′ 40″ O | Klein Ilsede 41 | Durchmesser ca. 11 m und Höhe ca. 0,7 m. Rund. Flache Mulde im östl. Bereich, sonst gut erhalten.                                                                                     | 28902398 | BW   |
| 52° 17′ 46″ N, 10° 14′ 40″ O | Klein Ilsede 42 | Durchmesser ca. 15 m und Höhe ca. 0,44 m. Rund. Gestörte, unregelmäßige Oberfläche. Im nördl. Bereich flach auslaufende Grabungsmulde.                                                | 28902400 | BW   |
| 52° 17′ 45″ N, 10° 14′ 41″ O | Klein Ilsede 43 | Durchmesser ca. 8 m und Höhe ca. 0,4 m. Rund. Gut erhalten mit leicht unregelmäßiger Oberfläche.                                                                                      | 28902401 | BW   |
| 52° 17′ 47″ N, 10° 14′ 45″ O | Klein Ilsede 44 | Durchmesser ca. 12 m und Höhe ca. 0,55 m. Fast rund. Augenscheinlich gut erhalten. Im östl. Bereich durch alten Waldweg leicht angeschnitten.                                         | 28902402 | BW   |
| 52° 17′ 46″ N, 10° 14′ 45″ O | Klein Ilsede 45 | Durchmesser ca. 11 m und Höhe ca. 0,5 m. Fast rund. Unregelmäßigkeiten an der Oberfläche durch flache Mulde im N-O Bereich und leichte Tiergänge.                                     | 28902403 | BW   |
| 52° 17′ 42″ N, 10° 14′ 40″ O | Klein Ilsede 46 | Durchmesser ca. 9 m und Höhe ca. 0,5 m. Rund. Leicht abgeflachter Gipfel, leichte Tiergänge im Hügelfuß.                                                                              | 28902404 | BW   |
| 52° 17′ 40″ N, 10° 14′ 43″ O | Klein Ilsede 47 | Durchmesser ca. 14 m und Höhe ca. 0,8 m. Rund. Augenscheinlich gut erhalten. Im Hügelfuß leichte Tiergänge.                                                                           | 28902405 | BW   |
| 52° 17′ 45″ N, 10° 14′ 39″ O | Klein Ilsede 48 | Durchmesser ca. 5 m und Höhe ca. 0,2 m. Kleine Erhebung mit undeutlicher Abgrenzung. Unscheinbar mit leicht welliger Oberfläche.                                                      | 28902407 | BW   |
| 52° 17′ 45″ N, 10° 14′ 39″ O | Klein Ilsede 49 | Durchmesser ca. 7 m und Höhe ca. 0,2 m. Kleine Erhebung mit undeutlicher Abgrenzung. Unscheinbar mit unregelmäßiger Oberfläche.                                                       | 28902408 | BW   |
| 52° 17′ 47″ N, 10° 14′ 40″ O | Klein Ilsede 50 | Durchmesser ca. 8 m und Höhe ca. 0,3 m. Rund, flach auslaufend. Augenscheinlich gut erhalten.                                                                                         | 28902409 | BW   |
| 52° 17′ 44″ N, 10° 14′ 38″ O | Klein Ilsede 51 | Durchmesser ca. 7,5 m und Höhe ca. 0,3 m. Rund, flach, stark auslaufend. Unförmige Oberfläche durch starke Tiergänge. Findling von ca. 30 cm Dm.                                      | 28902410 | BW   |
| 52° 17′ 43″ N, 10° 14′ 40″ O | Klein Ilsede 52 | Durchmesser ca. 7,5 m und Höhe ca. 0,25 m. Fast rund. Flach, stark auslaufend. Am östl. Fuß durch alten Fußweg leicht angeschnitten, leichte Tiergänge.                               | 28902411 | BW   |
| 52° 17′ 41″ N, 10° 14′ 45″ O | Klein Ilsede 53 | Durchmesser ca. 6,5 m und Höhe ca. 0,2 m. Kleine Erhebung, fast rund. | 28902412 | BW   |
| 52° 17′ 43″ N, 10° 14′ 51″ O | Klein Ilsede 54 | Durchmesser ca. 6,5 m und Höhe ca. 0,3 m. Fast rund und flach. Gut erhalten. | 28902506 | BW   |

## Solschen

### Solschen 59
- ID:28903255
- 23 kleinere Grabhügel auf einer Fläche von etwa 220 × 220 m. Möglicherweise weitere schwer erkennbare flache Hügel. Dm. 7 – 10 m, max. H. 0,3 m. Wird in O-W-Richtung von einem breiten Feldweg, der früheren Heerstraße Peine-Hildesheim, durchzogen, der einige Hügel zerstört haben könnte. Geringe Störungen durch Kultivierungsarbeiten und Neuanpflanzungen, ansonsten gut erhalten.

| Lage                         | Bezeichnung | Beschreibung | ID       | Bild |
| ---------------------------- | ----------- | --- | -------- | ---- |
| 52° 17′ 27″ N, 10° 10′ 46″ O | Solschen 59 | Durchmesser ca. 9 m und Höhe ca. 0,15 m. Unklar flach mit welliger gestörter Oberfläche, kaum erkennbar.                                                   | 28903259 | BW   |
| 52° 17′ 27″ N, 10° 10′ 45″ O | Solschen 60 | Durchmesser ca. 10 m und Höhe ca. 0,35 m. Unförmig, flach mit unregelmäßiger Oberfläche. Augenscheinlich ungestört.                                        | 28903268 | BW   |
| 52° 17′ 27″ N, 10° 10′ 44″ O | Solschen 61 | Durchmesser ca. 10 m und Höhe ca. 0,3 m. Rund, flach auslaufend mit leichter unregelmäßiger Oberfläche. Augenscheinlich ungestört.                         | 28903269 | BW   |
| 52° 17′ 26″ N, 10° 10′ 44″ O | Solschen 62 | Durchmesser ca. 10 m und Höhe ca. 0,25 m. Unförmig, flach, macht einen gestörten Eindruck.                                                                 | 28903270 | BW   |
| 52° 17′ 27″ N, 10° 10′ 43″ O | Solschen 63 | Durchmesser ca. 9 m und Höhe ca. 0,35 m. Rund mit gleichmäßiger Wölbung. Im nördl. Bereich durch Straßengraben, am Fuß, angeschnitten, sonst gut erhalten. | 28903272 | BW   |
| 52° 17′ 27″ N, 10° 10′ 43″ O | Solschen 64 | Durchmesser ca. 7 m und Höhe ca. 0,2 m. Rund, flach mit gleichmäßiger Oberfläche. Augenscheinlich ungestört.                                               | 28903273 | BW   |
| 52° 17′ 26″ N, 10° 10′ 42″ O | Solschen 65 | Durchmesser ca. 7 m und Höhe ca. 0,3 m. Rund, flach auslaufend mit ungestörter Oberfläche.                                                                 | 28903275 | BW   |
| 52° 17′ 25″ N, 10° 10′ 41″ O | Solschen 66 | Durchmesser ca. 8,5 m und Höhe ca. 0,35 m. Rund, gleichmäßig gewölbt. Augenscheinlich gut erhalten und ungestört.                                          | 28903277 | BW   |
| 52° 17′ 26″ N, 10° 10′ 40″ O | Solschen 67 | Durchmesser ca. 7,5 m und Höhe ca. 0,3 m. Rund, gleichmäßig gewölbt, augenscheinlich ungestört.                                                            | 28903278 | BW   |
| 52° 17′ 26″ N, 10° 10′ 40″ O | Solschen 68 | Durchmesser ca. 9 m und Höhe ca. 0,4 m. Fast rund, leicht gewölbt. Gut erhalten, augenscheinlich ungestört.                                                | 28903280 | BW   |
| 52° 17′ 27″ N, 10° 10′ 40″ O | Solschen 69 | Durchmesser ca. 9 m und Höhe ca. 0,5 m. Rund, gleichmäßig gewölbt. Am südl. Fußende leichte Einbuchtung, sonst gut erhalten.                               | 28903377 | BW   |
| 52° 17′ 29″ N, 10° 10′ 39″ O | Solschen 70 | Durchmesser ca. 8 m und Höhe ca. 0,2 m. Rund mit leichter Wölbung. Gut erhalten, augenscheinlich ungestört.                                                | 28903276 | BW   |
| 52° 17′ 29″ N, 10° 10′ 39″ O | Solschen 71 | Durchmesser ca. 8 m und Höhe ca. 0,5 m. Rund. Leicht unregelmäßige Oberfläche durch leichte Mulde auf dem Gipfel und im südl. Bereich.                     | 28903279 | BW   |
| 52° 17′ 29″ N, 10° 10′ 38″ O | Solschen 72 | Durchmesser ca. 7 m und Höhe ca. 0,2 m. Fast rund, flach auslaufend. Leichte Unregelmäßigkeit durch flache Einbuchtung im N-W Bereich, sonst gut erhalten. | 28903379 | BW   |
| 52° 17′ 30″ N, 10° 10′ 37″ O | Solschen 73 | Durchmesser ca. 8,5 m und Höhe ca. 0,35 m. Fast rund mit großer flacher Einbuchtung im N-W Bereich.                                                        | 28903381 | BW   |
| 52° 17′ 29″ N, 10° 10′ 40″ O | Solschen 74 | Durchmesser ca. 9 m und Höhe ca. 0,2 m. Rund, flach auslaufend mit flacher Einbuchtung im nördl. Bereich.                                                  | 28903382 | BW   |
| 52° 17′ 30″ N, 10° 10′ 38″ O | Solschen 75 | Durchmesser ca. 7 m und Höhe ca. 0,35 m. Fast rund. Große, im westl. Bereich flach auslaufende Einbuchtung.                                                | 28903383 | BW   |
| 52° 17′ 30″ N, 10° 10′ 38″ O | Solschen 76 | Durchmesser ca. 8 m und Höhe ca. 0,2 m. Rund mit stark abgeflachter Kuppe. Mit leicht unregelmäßiger Oberfläche.                                           | 28903384 | BW   |
| 52° 17′ 29″ N, 10° 10′ 35″ O | Solschen 77 | Durchmesser ca. 7 m und Höhe ca. 0,35 m. Rund mit schwacher Wölbung. Gut erhalten. Augenscheinlich ungestört.                                              | 28903385 | BW   |
| 52° 17′ 28″ N, 10° 10′ 36″ O | Solschen 78 | Durchmesser ca. 7 m und Höhe ca. 0,4 m. Rund mit gleichmäßiger Wölbung. Gut erhalten. Augenscheinlich ungestört.                                           | 28903386 | BW   |
| 52° 17′ 28″ N, 10° 10′ 35″ O | Solschen 79 | Durchmesser ca. 8 m und Höhe ca. 0,35 m. Rund mit gleichmäßiger Wölbung. Augenscheinlich gut erhalten, flache Gipfelmulde.                                 | 28903387 | BW   |
| 52° 17′ 28″ N, 10° 10′ 36″ O | Solschen 80 | Durchmesser ca. 8 m und Höhe ca. 0,3 m. Rund, flach mit gleichmäßiger Wölbung. Gut erhalten. Augenscheinlich ungestört.                                    | 28903389 | BW   |
| 52° 17′ 30″ N, 10° 10′ 34″ O | Solschen 81 | Durchmesser ca. 8 m und Höhe ca. 0,2 m. Rund, flach mit leicht unregelmäßiger Oberfläche, sonst ungestört.                                                 | 28903390 | BW   |